# Quetzal (monnaie)
Cet article concerne la monnaie. Pour l'oiseau, voir Quetzal.

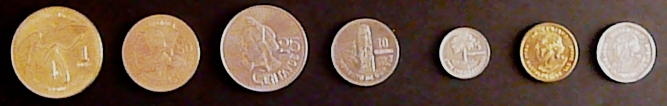
Quetzal (pièces)

Le quetzal (/ke.tsal/, en espagnol : /keˈtsal/), ou quetzal guatémaltèque, (symbole : Q, code ISO 4217 : GTQ) est l'unité monétaire du Guatemala. Cette dénomination provient de l'oiseau symbole national du Guatemala, le quetzal resplendissant.
L'unité monétaire est divisée en 100 centavos. Le pluriel de quetzal donne quetzales en espagnol et quetzals en français.
Dans l'ancienne culture maya, les plumes de la queue du quetzal étaient déjà utilisées comme monnaie. Ainsi, la dénomination de la monnaie renvoie à une valeur historique importante pour tous les Guatémaltèques.
Le quetzal a été introduit en 1925, en remplacement du peso. Jusqu'en 1979, il était indexé sur le dollar des États-Unis.
Les pièces en circulation sont de 1, 5, 10, 25, 50 centavos et 1 quetzal. Les billets en circulation sont de 1, 5, 10, 20, 50, 100 et 200 quetzals.

## Pièce de 25 centavos
Un concours est organisé pour désigner la « plus belle femme autochtone », qui sera représentée sur la pièce de 25 centavos. C'est Concepción Ramírez, alors âgée de 17 ans, qui est choisie en 1959. La pièce est frappée et mise en circulation en 1964,.

## Taux de change
Le 9 août 2021, le taux de change était le suivant :
- 1 USD = 7,75 GTQ
- 1 EUR = 9,10 GTQ
- 1 GTQ = 2,6 MXN